# GSAT-11
GSAT-11 ist ein kommerzieller Kommunikationssatellit der indischen Raumfahrtbehörde ISRO.
Er wurde am 4. Dezember 2018 um 20:37 UTC mit einer Ariane 5-Trägerrakete vom Raumfahrtzentrum Guayana (zusammen mit GEO-KOMPSAT-2) in eine geostationäre Umlaufbahn gebracht.
Der dreiachsenstabilisierte Satellit ist mit Ku-Band und Ka-Band Transpondern ausgerüstet und soll von der Position 74° Ost aus Indien mit Telekommunikationsdienstleistungen versorgen. Er wurde auf Basis des Satellitenbus I-6K der ISRO gebaut und besitzt eine geplante Lebensdauer von 15 Jahren.